# Pena di morte in Bielorussia

Ad eccezione della Bielorussia, la totalità dei Paesi europei ha totalmente abolito la pena di morte. La Russia applica invece una moratoria.

La pena di morte in Bielorussia è una sanzione legale utilizzata per punire determinati crimini. La pena di morte è presente nel Paese sin da quando dichiarò l'indipendenza dall'Unione Sovietica nel 1991, anche se si sono comunque verificate delle condanne a morte (e anche eseguite) durante il periodo sovietico. Secondo l'attuale costituzione, può essere usata per punire "gravi crimini" come violenza ma anche terrorismo, tentato terrorismo genocidi, crimini contro l'umanità o anche crimini contro lo Stato ma anche crimini non violenti possono essere puniti con la morte, come il sabotaggio e anche reati militari come l'alto tradimento. L'unico modo per sfuggire alla pena di morte è che il presidente conceda la grazia. 
La Repubblica di Bielorussia è il solo e unico Paese europeo a non aver abbandonato la pena di morte ed è anche l'unico dell'ex Unione Sovietica a non averlo fatto in quanto Russia e Tagikistan hanno applicato delle moratorie, i restanti dodici Paesi l'hanno totalmente abolita. Il governo di Minsk nel corso del tempo ha provato a regolare quanto meglio possibile il suo utilizzo. 
L'essere l'unico Stato europeo che ancora usufruisce della pena di morte ha portato diverse critiche dall'ONU e da altre organizzazioni internazionali e sempre a causa di ciò, la Bielorussia non è ammessa nel Consiglio d'Europa, infatti è uno dei pochissimi Stati europei a non farne parte come la Russia e il Kosovo.

## Legislazione
Secondo il codice penale bielorusso, la pena di morte è prevista per:
- Lancio o condotta di guerra aggressiva (articolo 122, parte 2);
- Omicidio di un rappresentante di uno Stato straniero o di un'organizzazione internazionale al fine di provocare complicazioni o guerre internazionali (articolo 124, parte 2);
- Terrorismo internazionale (articolo 126);
- Genocidio (articolo 127);
- Crimini contro l'umanità (articolo 128);
- Applicazione delle armi di distruzione di massa ai sensi dei trattati internazionali della Repubblica di Bielorussia (articolo 134);
- Violazione delle leggi e dell'uso della guerra (articolo 135, parte 3);
- Assassinio commesso in circostanze aggravanti (articolo 139, parte 2);
- Terrorismo (articolo 289, parte 3);
- Tradimento connesso con l'omicidio (articolo 356, parte 2);
- Cospirazione per impadronirsi del potere statale (articolo 357, parte 3);
- Atti terroristici (articolo 359);
- Sabotaggio (articolo 360, parte 2);
- Assassinio di un agente di polizia (articolo 362).

## Metodo di esecuzione
Il metodo più usato per le esecuzioni è la fucilazione: il condannato viene mandato in un'area e viene bendato, viene poi costretto ad inginocchiarsi, dopodiché ha non più di due minuti prima che la sua vita venga messa al termine dal boia che gli sparerà alla nuca, con la pistola PB-9: una delle pistole più usate all'interno dei Paesi dell'ex Unione Sovietica, utilizzata anche in quel periodo dal KGB.

## Numero di esecuzioni
I dati sono disponibili dal 1985, quando era ancora la RSS Bielorussa facente parte dell'Unione Sovietica.
  Repubblica Socialista Sovietica Bielorussa 
- 1985 - 21
- 1986 - 10
- 1987 - 12
- 1988 - 12
- 1989 - 5
- 1990-  20

 Dichiarata l'indipendenza dall'URSS il 25 agosto 1991, il Paese diventa "Repubblica di Bielorussia". 
- 1991 - 14
- 1992 - 24
- 1993 - 20
- 1994 - 24
- 1995 - 46
- 1997 - 46
- 1998 - 47
- 1999-  13
- 2000 - 4
- 2001 - 7
- 2007 - 1
- 2008 - almeno 4
- 2009 - 0
- 2010 - 2
- 2011 - 2
- 2012 - 1
- 2013 - 3
- 2014 - 3
- 2015 - 0
- 2016 - 4
- 2017 - 2
- 2018 - 2
- 2019 - 2
- 2020 - 2
- 2021 - 1
- 2022 - 1
- 2023 -
- 2024 -
- 2025 -

## Controversie
Il 24 novembre 1996, in seguito ad un referendum sulla pena di morte, ben l'80% dei cittadini bielorussi era contrario all'abolizione. Il governo ha provato varie volte a ridurre l'impostazione della pena di morte, ad esempio il 31 dicembre 1997 è stato adottato l'ergastolo in alternativa alla pena di morte, prima di ciò, la massima pena detentiva era 15 anni di reclusione. La pena di morte non può essere applicata per chi ha meno di 18 anni o più di 65 e non viene applicata mai alle donne di nessuna età, la loro massima pena è l'ergastolo.